# Раварино (Модена)
Раварино (итал. Ravarino) је насеље у Италији у округу Модена, региону Емилија-Ромања.
Према процени из 2011. у насељу је живело 4291 становника. Насеље се налази на надморској висини од 20 м.

## Становништво
Према резултатима пописа становништва 2011. у општини је живело 6.165 становника.
| 1931. | 1936. | 1951. | 1961. | 1971. | 1981. | 1991. | 2001. | 2011. |
| ----- | ----- | ----- | ----- | ----- | ----- | ----- | ----- | ----- |
| 6.582 | 6.463 | 6.469 | 5.323 | 4.209 | 3.992 | 4.381 | 5.316 | 6.165 |